# 高雄凱旋觀光夜市
凱旋國際觀光夜市（官方英語名稱：Kaisyuan Night Market），簡稱凱旋觀光夜市或凱旋夜市，位於臺灣高雄市前鎮區凱旋四路上的夜市，原址為2010年結束營業的布魯樂谷水上樂園，營業日為每週一、週五、週六及週日17:00點－24:00。

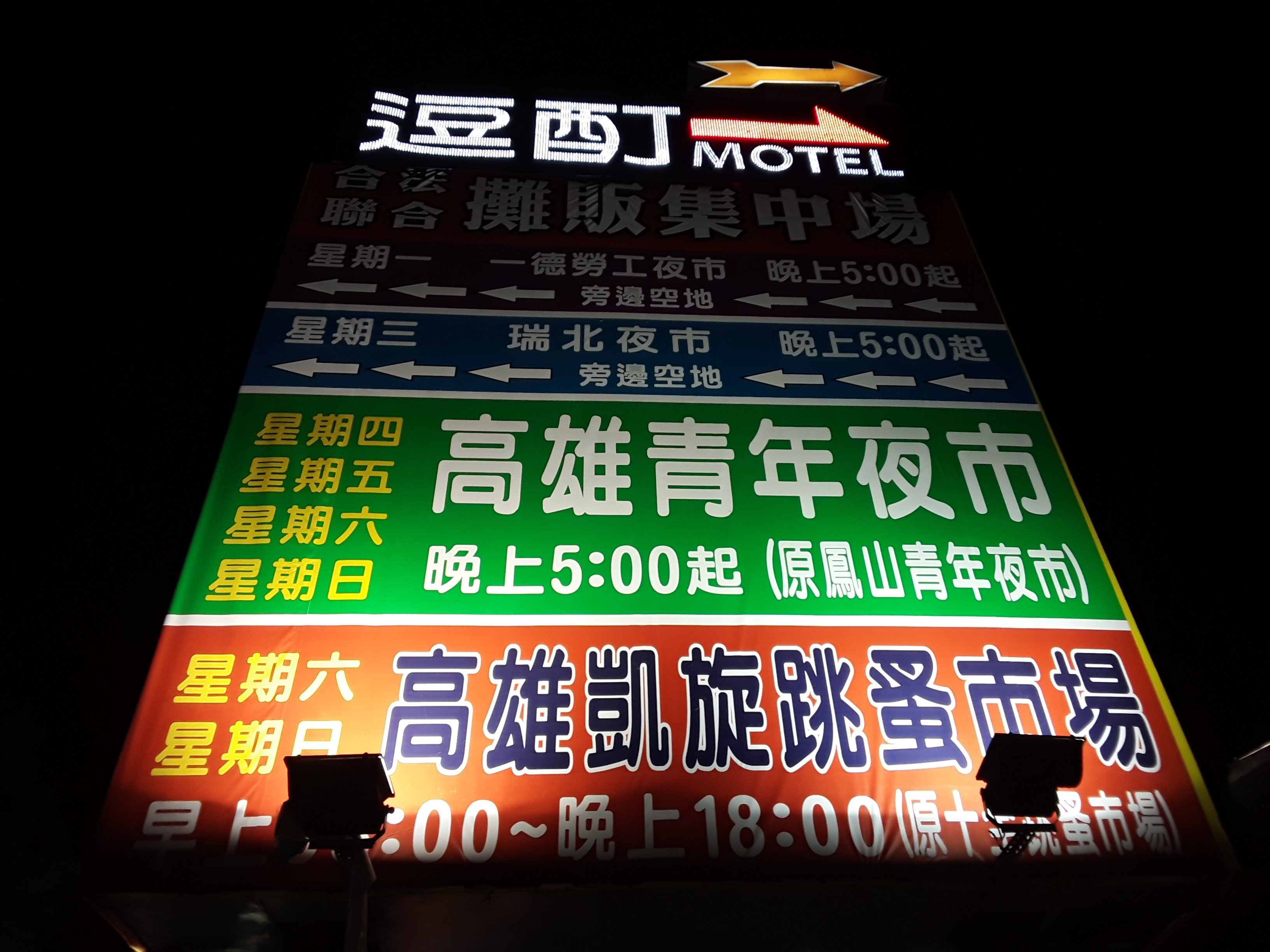
凱旋青年夜市時期與其他市集共同招牌

## 歷史
凱旋夜市占地約9,000坪，和金鑽夜市為全臺灣最大的觀光夜市，於2013年7月29日開幕。
多年後，凱旋觀光夜市生意轉趨蕭條；2018年3月鳳山青年夜市拆除，其多數攤商遷至凱旋觀光夜市位置，兩者整併後以「凱旋青年觀光夜市」之名於同年4月6日營運。
2021年11月鳳山青年夜市搬到中崙一路，名稱因而改回高雄凱旋觀光夜市，與鳳山青年夜市分家。2023年7月因經營權問題暫停營業。

## 交通
- 高雄捷運：C2凱旋瑞田站
- 高雄市公車：金銀島站

### 公車資訊
| 編號              | 經營業者 | 區間                   | 備註       |
| ----------------- | -------- | ---------------------- | ---------- |
| 25                | 統聯客運 | 瑞豐站－歷史博物館     | 二段收費。 |
| 37                | 東南客運 | 前鎮站－育英醫專       |            |
| 環東幹線（168東） | 漢程客運 | 金獅湖站－金獅湖站     | 二段收費。 |
| 環西幹線（168西） | 漢程客運 | 金獅湖站－金獅湖站     | 二段收費。 |
| 紅12A             | 東南客運 | 瑞豐站－前鎮站         |            |
| 紅12B             | 東南客運 | 瑞豐站－高雄加工出口區 |            |